# أعجوبيات البحر
أعجوبيات البحر أو الناخرات أو الطربونيات (الاسم العلمي: Terapontidae)، فصيلة أسماك بحرية من شعاعيات الزعانف. (يكتب الاسم العلمي أيضًا بصيغ: Teraponidae أو Theraponidae أو Therapontidae). وهذه الفصيلة جزء من فيلق الفرخينات ورتبة الفرخيات.